# Slohokej Liga
Slohokej liga byla mezinárodní hokejovou ligou, ve které hrály týmy ze Slovinska, Rakouska, Chorvatska a Srbska. Vznikla v roce 2009 a zanikla v roce 2012, kdy ji zrušil Slovinský hokejový svaz po sporech se zakládající společností. Jako nástupce byla v červenci 2012 založena Inter-National-League (INL), ve které hrají krom slovinských také rakouské a italské kluby.

## Účastníci (2011/12)
| Tým                | Město              | Stadion                     | Kapacita           | Založen            |
| Současní účastníci | Současní účastníci | Současní účastníci          | Současní účastníci | Současní účastníci |
| ------------------ | ------------------ | --------------------------- | ------------------ | ------------------ |
| HD HS Olimpija     | Lublaň             | Dvorana Tivoli              | 5 000              | 2004               |
| HDK Stavbar        | Maribor            | Ledna Dvorana Tabor         | 3 000              | 1993               |
| HK Triglav         | Kranj              | Ledena dvorana Zlatno polje | 1 000              | 1968               |
| HDD Bled           | Bled               | Ledena dvorana Bled         | 1 000              | 2000               |
| HK Slavija         | Lublaň             | Dvorana Zalog               | 1 000              | 1964               |
| HK Partizan        | Bělehrad           | Ledena dvorana Pionir       | 2 000              | 1946               |
| KHL Mladost Zagreb | Záhřeb             | Dvorana Velesajam           | 1 000              | 1946               |
| Bývalí účastníci   |                    |                             |                    |                    |
| HDK Stavbar II     | Maribor            | Ledna Dvorana Tabor         | 3 000              | 1993               |
| KHL Medveščak      | Záhřeb             | Dvorana Velesajam           | 1 000              | 1961               |
| Tým Záhřeb         | Záhřeb             | Dvorana Velesajam           | 1 000              | 2010               |
| HD mladi Jesenice  | Jesenice           | Dvorana Podmežakla          | 5 900              | 1999               |
| HK MK Bled         | Bled               | Ledena dvorana Bled         | 1 000              | 2000               |
| Junior Graz 99ers  | Graz               | Eisstadion Graz Liebenau    | 4 050              | 2009               |

## Sezóny
| Sezóna  | Mistr               | Vicemistr      |
| ------- | ------------------- | -------------- |
| 2009/10 | HDK Stavbar Maribor | HK Partizan    |
| 2010/11 | HK Partizan         | HD HS Olimpija |
| 2011/12 | HK Partizan         | HD HS Olimpija |